# チャーリー・セズ/マンソンの女たち
『チャーリー・セズ/マンソンの女たち』（チャーリーセズ マンソンのおんなたち、Charlie Says）は、2018年のアメリカ合衆国の犯罪映画。監督はメアリー・ハロン、出演はハンナ・マリーとソシー・ベーコンなど。
1969年に女優シャロン・テート殺害などの無差別連続殺人事件を起こしたカルト集団チャールズ・マンソン・ファミリーの主要女性メンバー、レスリー・ヴァン・ホーテンら3人を中心に、彼女たちのファミリーへの加入から、洗脳と狂信の果ての殺人、逮捕・収監までを描く。R15+指定。
2018年8月から9月にかけて開催された第75回ヴェネツィア国際映画祭で初上映された。

## ストーリー
女優シャロン・テートなどの殺害で逮捕・収監された3人の女性（ルル、ケイティ、セイディ）が、カルト指導者チャールズ・マンソンによる洗脳から覚め、自らの罪を自覚するまでを、事件に至るまでの経緯を描いた回想シーンを交えながら、教師カーリーン・フェイスの視点から描いている。

## キャスト
マンソン・ファミリー
- チャーリー/チャールズ・マンソン: マット・スミス - カルト指導者。
- ルル/レスリー・ヴァン・ホーテン（英語版）: ハンナ・マリー
- ケイティ/パトリシア・クレンウィンケル（英語版）: ソシー・ベーコン
- セイディ/スーザン・アトキンス（英語版）: マリアンヌ・レンドン（英語版）
- メアリー・ブルンナー（英語版）: スキ・ウォーターハウス
- テックス・ワトソン（英語版）: チェイス・クロフォード
- スクィーキー/リネット・フロム（英語版）: ケイリー・カーター（英語版）
- ジプシー/キャサリン・シェア（英語版）: グレイス・マクラウド
- ポール・ワトキンス（英語版）: ブリッジャー・ザディナ
- サンドラ・グッド（英語版）: ジュリア・シュレイファー
- デニス・ウィルソン: ジェームズ・トレヴェナ＝ブラウン - ザ・ビーチ・ボーイズのメンバー。

その他
- カーリーン・フェイス（英語版）: メリット・ウェヴァー
- ヴァージニア・カールソン: アナベス・ギッシュ
- シャロン・テート: グレイス・ヴァン・ディーン - 人気女優。
- テリー・メルチャー: ブライアン・エイドリアン - 有名音楽プロデューサー。

## 作品の評価
Rotten Tomatoesによれば、70件の評論のうち、59%にあたる41件が高く評価しており、平均して10点満点中5.87点を得ている。
Metacriticによれば、21件の評論のうち、高評価は7件、賛否混在は13件、低評価は1件で、平均して100点満点中57点を得ている。